# Maldonado (ROU 23)
Pour les articles homonymes, voir Maldonado.
Le Maldonado (ROU 23) est un remorqueur de sauvetage de haute mer de classe Wangerooge (Type 722) de la Marine nationale d'Uruguay. 

## Historique
Construit en Allemagne pour la Deutsche Marine, comme les autres unités de sa classe, il a été lancé par Schichau Unterweser à Bremerhaven le 28 février 1968 sous le nom de FGS Norderney (A1455). Il a la capacité de lutte contre les incendies, et peut servir de navire océanographique et de patrouilleur océanique. Il a été vendu à l’Uruguay et remis en service par ce pays sous le nom de Maldonado (ROU 23). Incorporé dans la Marine nationale d'Uruguay le 20 novembre 2002 à Kiel, il a appareillé vers l’Uruguay le 23 novembre, arrivant le 27 décembre à Montevideo. Il a été classé localement comme navire hydrographique et océanographique, bien qu’il soit fréquemment affecté à des missions de patrouille.
Dans son rôle scientifique, il a soutenu en 2021 dans l’Atlantique Sud l’opération de National Geographic Pristine Seas. Des membres de National Geographic Pristine Seas, de l’Organisation de conservation des cétacés (OCC), sont partis du port de La Paloma à bord du Maldonado pour une expédition visant à mener des recherches dans les zones océaniques au large des côtes uruguayennes. La zone étudiée comprend des récifs coralliens et des canyons sous-marins pratiquement inexplorés qui constituent un habitat important pour des ressources telles que le merlu, les mérous, les requins, le thon, les calmars, les crabes et les homards profonds, entre autres. L’équipe internationale rédigera un rapport de l’expédition, qui sera présenté au gouvernement uruguayen, à la communauté scientifique et au grand public. National Geographic produira également, comme d’habitude, un documentaire sur cette expédition.
Dans son rôle de patrouilleur, en juillet 2022 le Maldonado a arraisonné un navire de pêche battant pavillon chinois, accusé de pêche illégale, après une poursuite de plusieurs heures. Le navire faisait partie d’un groupe de navires surveillés depuis le vendredi 1er juillet car soupçonnés de pêche illégale dans la zone économique exclusive uruguayenne. L’opération a commencé lorsqu’un avion Beechcraft B200T Super King Air a été envoyé dans la région pour effectuer un vol de reconnaissance au-dessus de plusieurs navires. Au cours du vol, deux navires qui avaient déployés des engins de pêche ont été identifiés à 150 miles au sud-est de la ville de Punta del Este. Le lendemain samedi 2 juillet, le Maldonado a appareillé pour aller à leur rencontre, arrivant sur zone le dimanche 3 juillet au soir. Le navire chinois Lu Rong Yuan Yu 06 a refusé d’être visité et le Maldonado a dû le poursuivre durant toute la nuit. Au terme d’une poursuite nocturne de 12 heures, le navire a finalement accepté d’être inspecté. Des engins de pêche ont été trouvés mais ses cales étaient vides. Le navire a été saisi et emmené au port de Montevideo où des procédures sont engagées par la Préfecture maritime nationale, la Direction nationale des ressources aquatiques et le Bureau du Procureur,,,.